# Badania podstawowe
Badania podstawowe – prace eksperymentalne lub teoretyczne podejmowane przede wszystkim w celu zdobycia nowej wiedzy o podstawach zjawisk i obserwowalnych faktów bez nastawienia na bezpośrednie zastosowanie komercyjne (art. 4 ust. 2 pkt 1 Prawa o szkolnictwie wyższym i nauce (Dz.U. z 2018 r. poz. 1668)).